# Reginald Morrison
Reginald Morrison (ur. 15 marca 1864 w Geelong, zm. 1 maja 1941 w Melbourne) – australijski lekarz i edukator, sportowiec, reprezentant Szkocji w rugby.
Uczęszczał do Geelong College, gdzie był kapitanem szkolnych zespołów krykieta i futbolu, z sukcesami uprawiał także lekkoatletykę, pływanie i tenis, związany był również z Geelong Football Club. W 1888 roku ukończył medycynę na Uniwersytecie Edynburskim, a podczas studiów występował w uczelnianych drużynach krykieta i rugby. Otrzymał powołanie do szkockiej reprezentacji i zagrał we wszystkich trzech spotkaniach Home Nations Championship 1886 zdobywając dwa przyłożenia, które wówczas nie miały jednak wartości punktowej.
Po powrocie do Australii założył prywatną praktykę w Toorak, a następnie pracował jako ginekolog-położnik w Royal Women’s Hospital, wykładał także na University of Melbourne. Był jednym z założycieli Royal Australasian College of Surgeons.
Był żonaty z Elizabeth Jane Profitt, z którą miał trzech synów.